# عبدالله ابوزیتون
عبدالله ابوزیتون (عربی: عبدالله أبو زيتون؛ زادهٔ ۱۷ سپتامبر ۱۹۹۱) بازیکن فوتبال اهل اردن است.
وی همچنین در تیم‌های ملی فوتبال زیر ۲۳ سال اردن، و اردن بازی کرده‌است.